# Kabelkanal

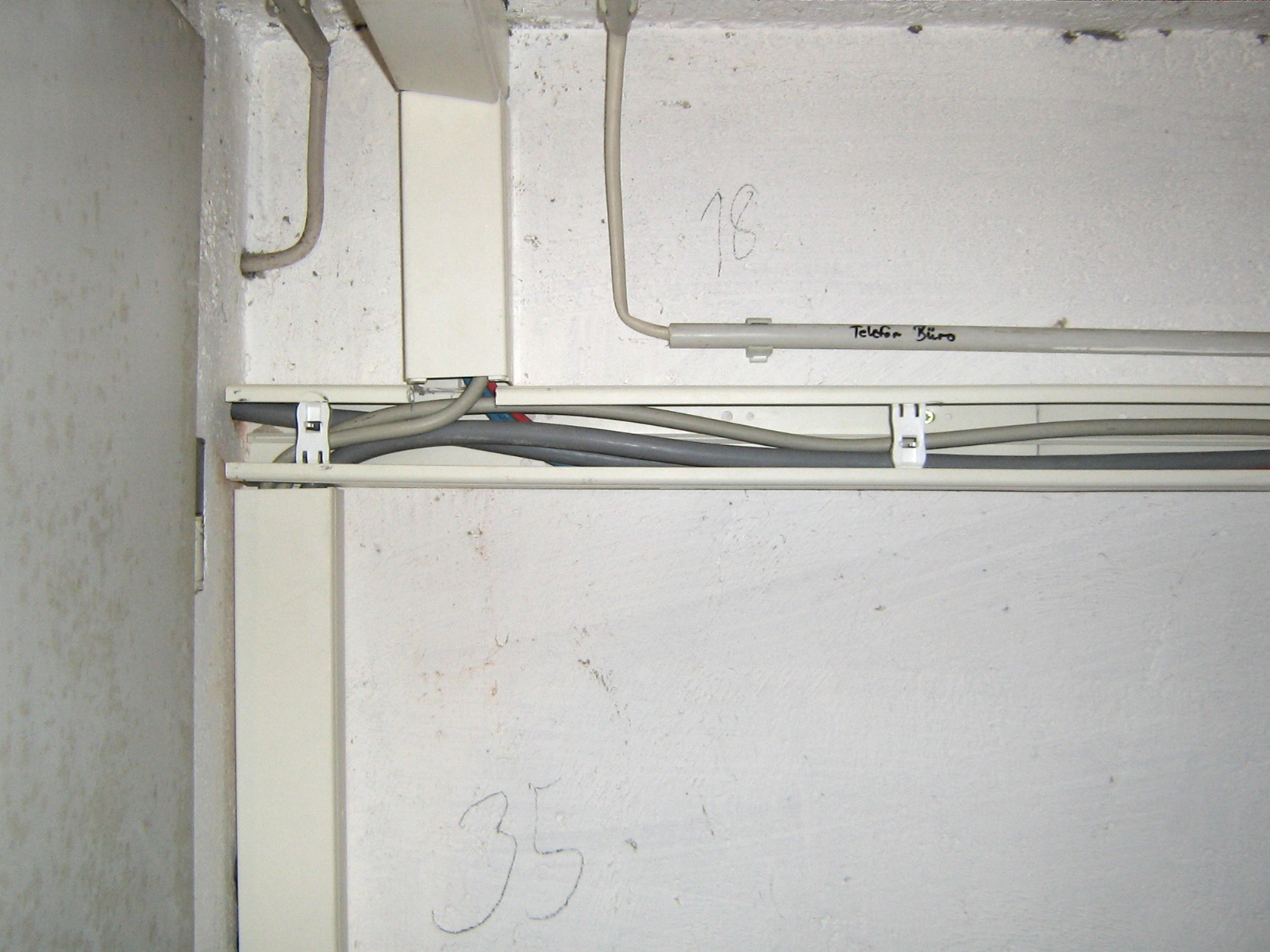
Teilweise geöffneter Kabelkanal für eine Elektroinstallation im Kellerraum

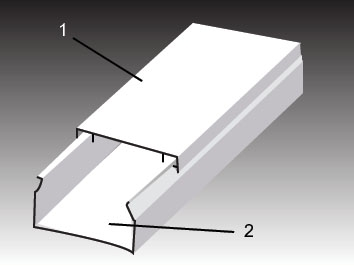
Aufbau
1: Deckel
2: Wanne

Ein Kabelkanal (auch Kabelschacht oder Kabeltunnel) ist ein System für die Verlegung elektrischer Leitungen. Er dient dem Schutz und der mechanischen Entlastung der Leitung. Eine Kabelpritsche ist eine offene Bauform eines Kabelkanals.

## Werkstoffe
- In Deutschland bestehen Kabelkanäle meistens aus Kunststoff, in der Regel aus PVC.
- In Nordamerika ist Stahl ein üblicherer Werkstoff. Kunststoff kommt auch zum Einsatz, in Abhängigkeit von der Art und Größe des Gebäudes bzw. der örtlichen Bauvorschriften.

## Montage
In Deutschland wird der Kunststoff-Kabelkanal zuerst an die Wand geschraubt oder geklebt. In Nordamerika werden die Kanäle verlegt und abgehängt wie andere Rohre auch, oder sie werden vor dem Gießen des Betons verlegt und werden so Bestandteil von Wänden und Decken. In der Leichtbauweise verlaufen sie innerhalb des Ständerwerkes oder oberhalb abgehängter Decken. Danach werden die Leitungen in den Kabelkanal gelegt. Zu diesem Zwecke bauen Elektriker normalerweise Stricke ein, um so die Kabel besser durchziehen zu können, wenn der Kabelkanal nicht mit einer abnehmbaren Abdeckung versehen ist. Kabelkanäle werden zur Vermeidung von aufwendigen Unterputzinstallationen oder Kabelbeschädigungen eingesetzt. Kabelkanäle werden im Wohnbereich oder Büroräumen auch aus optischen Gründen eingesetzt um „Kabelsalat“ und Stolperfallen zu vermeiden und einen optisch aufgeräumten Eindruck zu verschaffen.

## Brandschutz
Falls notwendig, können Kabelkanäle brandschutztechnisch bekleidet werden, um die Funktionstüchtigkeit der Leitungen im Brandfall zu gewährleisten bzw. Rettungswege frei von Brandlast durch Leitungen zu halten.

## Alternativen
Einzelne Kabel oder Adern können mit Kabelschellen oder Nagelschellen auf der Oberfläche verlegt werden. Der Kabelkanal ersetzt in bestimmten Bereichen das früher verwendete Bergmannrohr. In vielen Bereichen können auch Kunststoffrohre mit Rohrschellen befestigt werden, welche die Kabel aufnehmen. Wellschlauch wird eingesetzt für die Verlegung von Stromkabeln unter Putz, innerhalb von Betonteilen oder in Trockenbauwänden und in Hohldecken, insbesondere wenn diese Glaswolle oder lose Dämmmaterialien enthalten.

## Brüstungskanal

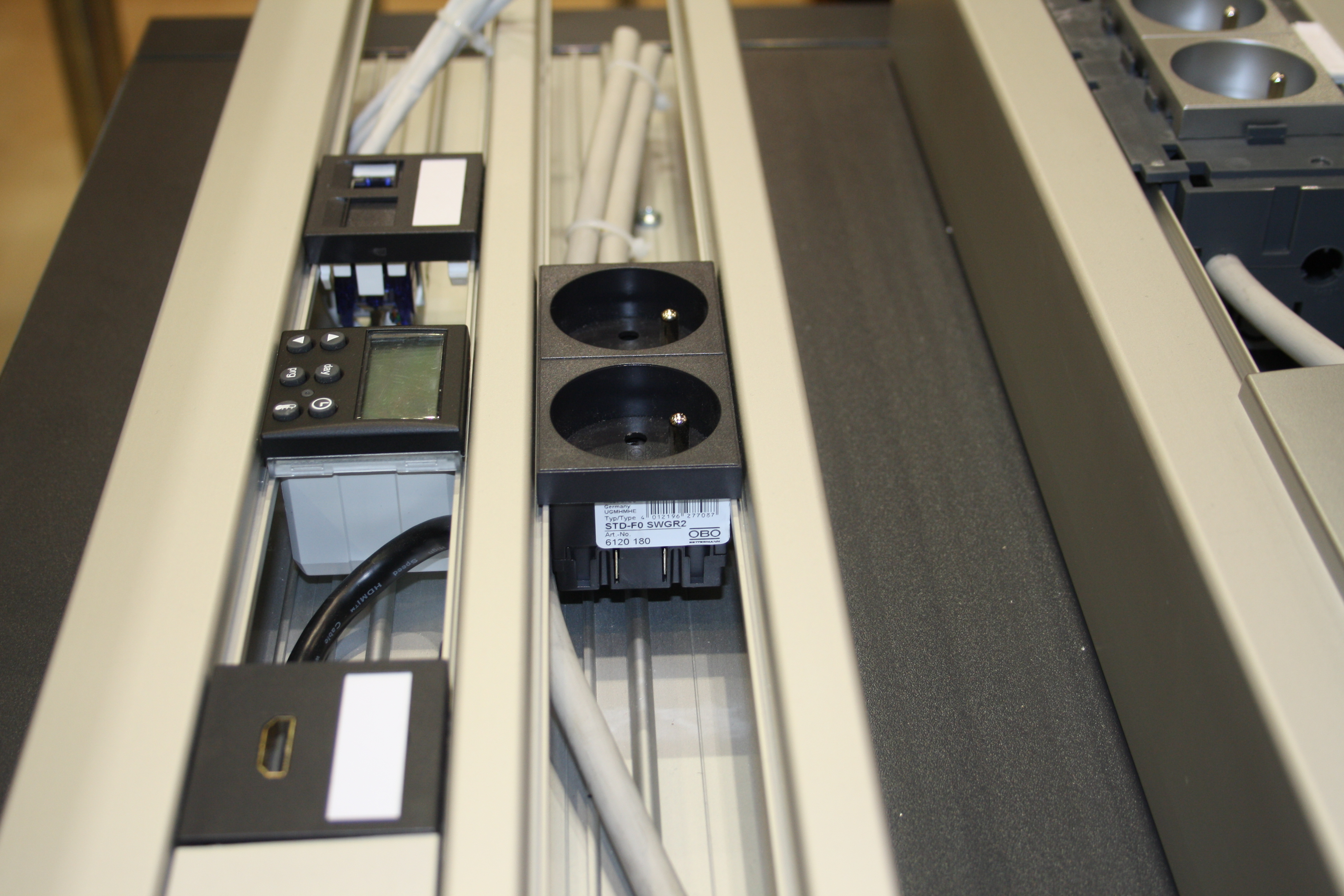
Geöffneter Brüstungskanal mit mehreren Einbauten

Eine besondere Variante des Kabelkanals ist der Brüstungskanal. Er ist ähnlich dem Sockelleistenkanal, wird aber normal auf Brüstungshöhe verbaut. Im Kanal befinden sich neben Kabeln auch Elemente der Elektroinstallation wie Steckdosen, Lichtschalter und Bedienelemente für elektrische Rollläden, Antennenbuchsen, Anschlüsse für Telefon, Kabel- und Computernetze. Brüstungskanäle werden besonders häufig in Büroräumen und gewerblich genutzten Räumen eingesetzt. Anschlüsse lassen sich leicht an die Bedürfnisse des Arbeitsplatzes anpassen und die vorhandene Verkabelung lässt sich schnell und preiswert ändern oder erweitern ohne umfangreiche Arbeiten im Mauerwerk oder in der Installation zu erfordern.